# Yue Fei
Yue Fei (chinois : 岳飛 ; pinyin : yuè fēi), né le 24 mars 1103 dans le xian de Tangyin et décédé le 27 janvier 1142 à Hangzhou, est un célèbre patriote et général chinois qui a combattu pour la dynastie Song du Sud contre les armées de la dynastie Jin des Jurchen.
Alors qu'il allait mener une bataille contre les Jurchen pour reprendre Kaifeng, des notables corrompus ont conseillé à l'empereur Song Gaozong de rappeler Yue Fei à la capitale et de l'exécuter sous le motif qu'il représentait une menace pour le trône. L'empereur suivit ces conseils et rappela Yue Fei. Le général obéit, et fut emprisonné et exécuté. 

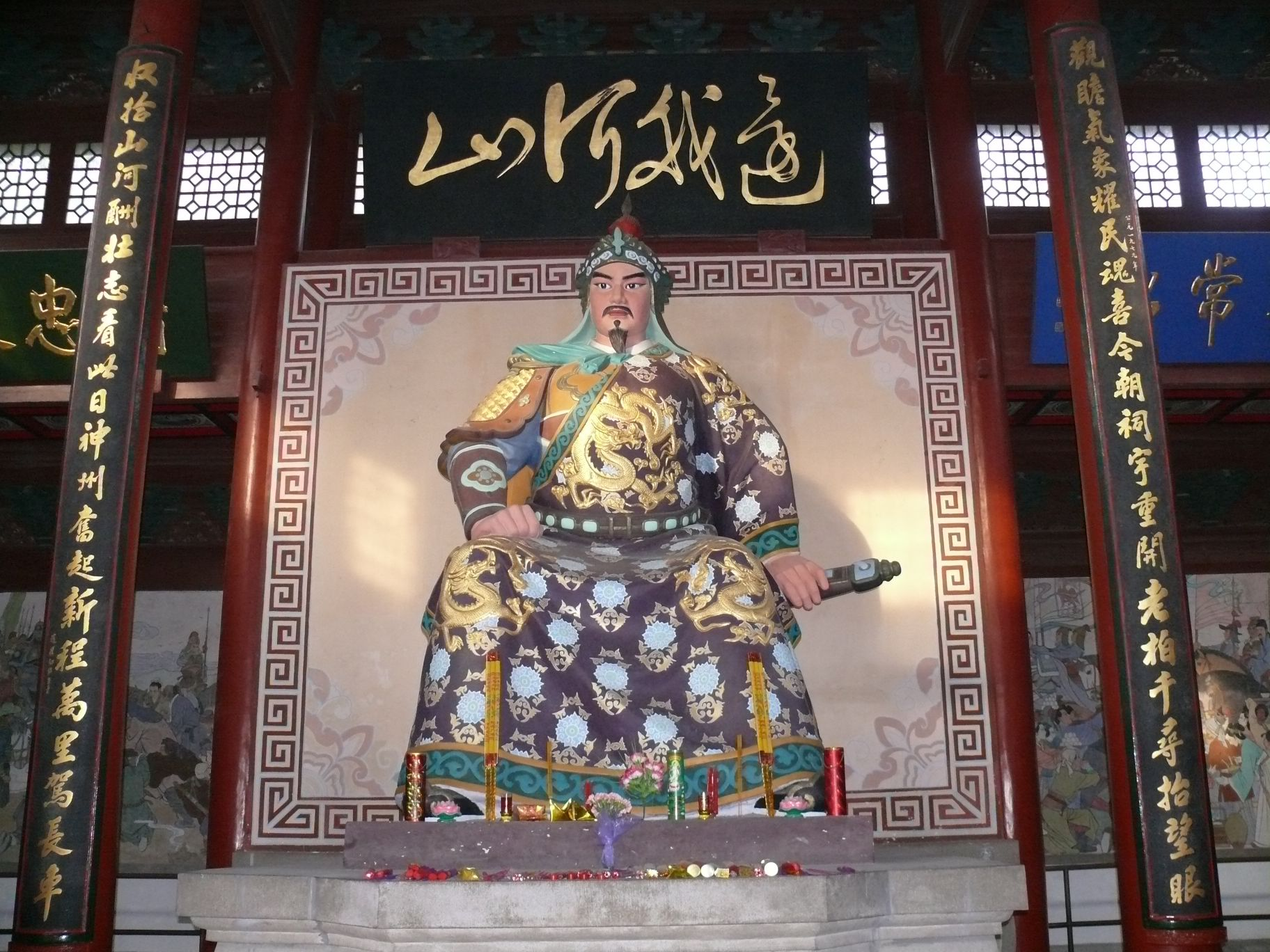
Statue de Yue Fei, dans son mausolée de Hangzhou.

Après sa mort, Yue Fei est devenu un modèle de loyauté dans la culture chinoise. Un temple en son honneur existe à Hangzhou depuis le 1221. Il a reçu le nom posthume de Wumu par l'empereur Song Xiaozong, et plus tard a accordé le titre posthume du roi de E (鄂王, è wáng) par l'empereur Song Ningzong en 1211. Largement considéré comme un patriote et héros national en Chine, puisque, après sa mort, Yue Fei est devenu un standard de quintessence de la loyauté dans la culture chinoise.
Yue Fei serait également le créateur d'une variante du Qi Gong des 8 trésors (ba jin ou 八锦), également appelé 8 pièces de brocart (Baduanjin). Qi Gong qu'il aurait enseigné à ses soldats afin de les renforcer physiquement,.

### Filmographie
- Les 12 Médaillons d'or, film de 1970 avec Yueh Hua
- L'Épée de la puissance, film de 1972 avec Paul Chang Chung.